# Pilar Sánchez-Terreros
Pilar Sánchez-Terreros Vázquez (Cortegana, ¿?- ¿?) fue una investigadora española especializada en el Archivo General de Indias.

## Trayectoria
Se casó en 1922 con el arquitecto Aurelio Gómez Millán, que pertenecía a la saga de arquitectos regionalistas españoles Gómez Millán. El matrimonio se instaló en Sevilla.
Entre 1935 y 1938 consultó documentación sobre genealogías en el Archivo General de Indias. Uno de sus principales focos de investigación fue los expedientes relativos a Pedro Romero de Terreros, I conde de Regla. En 1968, siguió investigando sobre otras figuras relacionadas como Pedro de Terreros González Bravo, uno de los tripulantes que acompañaron a Cristóbal Colón en los cuatro viajes que hizo a América.
Trabajó para la historiadora hispanoestadounidense Alice Gould.

## Reconocimientos
En 2020, Sánchez-Terreros fue incluida en el proyecto de la Subdirección General de Archivos Estatales titulado Mujeres Investigadoras en los Archivos Estatales (1900-1970) y que se encuentra en el Portal de Archivos Españoles (PARES). Esta iniciativa fue impulsada por el Ministerio de Cultura con el objetivo de reconocer y poner en valor las contribuciones de aquellas mujeres que desarrollaron investigaciones en los diferentes archivos estatales a principios del siglo XX.